# Hanna Hedlund
Hanna Kristina Hedlund (Kilafors, municipio de Bollnäs, Suecia, 24 de enero de 1975) es una cantante sueca. Es hermana de la cantante Lina Hedlund y está casada con Martin Stenmarck, que representó a Suecia en el Festival de Eurovisión de 2005. Tienen dos hijos.

## Trayectoria
Hedlund compitió en Melodifestivalen 2000 con la canción " Anropar försvunnen " y terminó en octavo lugar. También compitió con su hermana Lina en Melodifestivalen 2002 con la canción "Big Time Party" y terminaron en noveno lugar.
Hedlund fue juez del programa de TV4 Talang 2007, la versión sueca de Britain's Got Talent, con Bert Karlsson y Tobbe Blom.
Hedlund actualmente presenta el concurso de canto Singing Bee en TV3 en Suecia. En 2009, participó en la versión sueca de Clash of the choirs con un coro de su ciudad natal Bollnäs, y ganó la final contra Erik Segerstedt .

## Discografía
| Título                               | Compañía          | Año          |
| Sigles y EPs                         | Sigles y EPs      | Sigles y EPs |
| ------------------------------------ | ----------------- | ------------ |
| I Min Rosa Ballong                   | Scroll Records    | 2000         |
| Anropar Försvunnen (CD, Sencillo)    | Scroll Records    | 2000         |
| Hanna* & Lina* - Big Time Party      | Lionheart Records | 2002         |
| Álbumes                              |                   |              |
| Det är Jag Som Är Mamman (CD, Álbum) | Promising Records | 2008         |